# 마시모 세라토

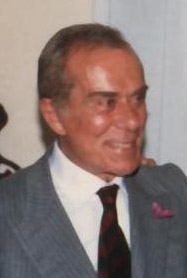

마시모 세라토(Giuseppe Segato, 1916년 5월 31일 ~ 1989년 12월 22일)는 이탈리아의 영화배우, 연극 배우이다.
로마에서 사망하였다.

## 영화
- 세이빙 그레이스(영어판) (1985년)
- 지금 보면 안돼 (1973년)
- 까멜 (1969년)
- 언체인드 (1968년)
- 더 스트레인지 나잇 (1967년)
- 워 오브 더 플래닛 (1966년)
- 링고를 위한 10만 달러 (1965년)
- 제10의 도망자 (1965년)
- 미녀 헬렌과 파라온 (1964년)
- 더 시크릿 세븐 (1963년)
- 콘스탄티누스의 십자가 (1962년)
- 엘 시드 (1961년)
- 다윗과 골리앗 (1960년)
- 매저스트레이트 (1959년)
- 마야 (1959년)
- 미망인 (1954년)
- 파리스의 연인 (1954년)
- 산타 키아라의 수도원 (1949년)
- 인 하이 플레이스 (1945년)
- 사랑노래 (1941년)
- 작은 봉건 사회 (1941년)